# Вылпосл (протока)
Вылпосл (Выл-Посл) — левая протока в низовьях Оби в Ямало-Ненецком автономном округе России. Протекает в границах Приуральского района и городского округа Лабытнанги.

## Описание
Длина протоки — 74 км. Отделяется от левобережной старицы Оби на высоте 2 м над уровнем моря в 11 км к юго-западу от Салехарда. В верхней половине течёт на север, в нижней — на восток. Впадает в Обь в 4,5 км ниже села Харсаим на высоте 1 м над уровнем моря.
Протока имеет большое хозяйственное значение для региона. На берегах протоки расположен город Лабытнанги (у города от Вылпосла отделяется протока Шомапосл, связывающая город напрямую с Обью). Вблизи устья на левом берегу расположен посёлок Вылпосл.
Имеется совмещённый автомобильный и железнодорожный мост через протоку в городе Лабытнанги.
На обдорском (приуральском) диалекте хантыйского языка вул означает «большой», посл — «протока».

## Экология
Русло и береговая зона протоки в границах городского округа захламлены затонувшей древесиной и строительными отходами.
Топляк за период своего распада (1,5‒2,5 года) выделяет значительное количество токсичных веществ (нитрит ионы, фосфор, аммоний солевой и др.) и потребляет большое количество кислорода (1 кг на 1 т древесины). В процессе гниения топляк покрывается грибками, которые также выделяют токсичные вещества. Полностью дерево сгнивает за 16‒20 лет.
Правительством Ямало-Ненецкого автономного округа разработан проект расчистки русла протоки на участке 36‒49 км от устья.

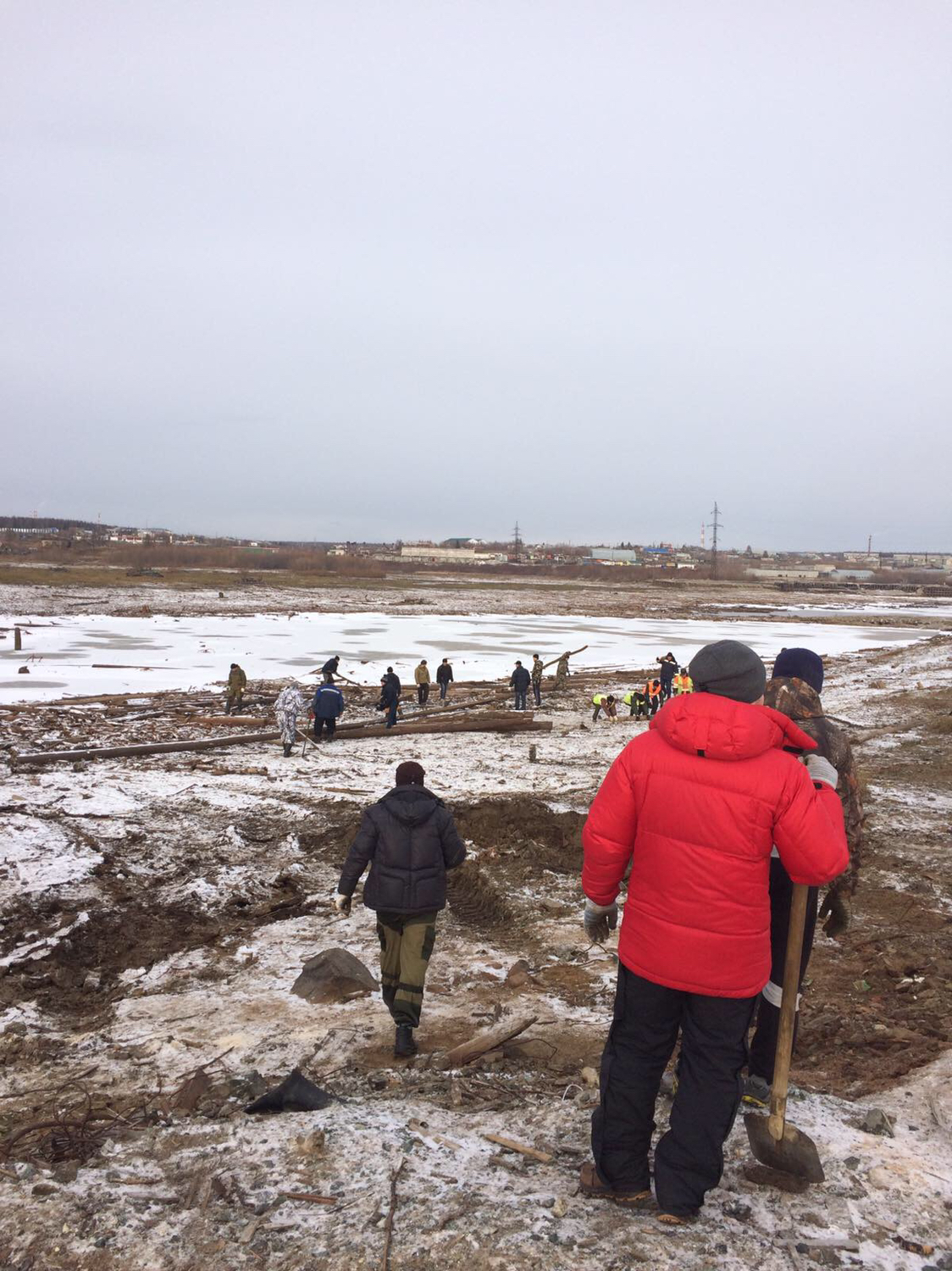
Очистка русла протоки Выл-Посл 22.10.2016

22 октября 2016 года волонтерами экологической организации ЯНАО «Зеленая Арктика» совместно с активными жителями города были проведены первые мероприятия по очистке правого берега протоки Выл-Посл в районе автомобильной дороги Салехард-Лабытнанги, где ныне установлена архитектурная форма «Ворота Ямала». Окончательные мероприятия по очистке русла протоки были завершены весной 2017 года, в результате них было демонтировано и вывезено более тысячи различных объектов в виде пришедших в негодность железобетонных свай, ЛЭП и затонувшей древесины.